# A.S.D. Ponziana
Associazione Sportiva Dilettantistica Ponziana (trước đây là Circolo Sportivo Ponziana 1912) là một câu lạc bộ bóng đá Ý có trụ sở tại thành phố Trieste, được thành lập vào năm 1912.
Ponziana đã dành một thời gian ở Giải hạng nhất Nam Tư sau Thế chiến II, do tình hình chính trị độc đáo của thành phố Trieste vào thời điểm này. Câu lạc bộ khác của Trieste, Triestina, vẫn ở Liên đoàn Ý trong thời gian này.
Ponziana cũng thi đấu tại Campionato Alta Italia 1944.
Những cầu thủ trong quá khứ bao gồm Giovanni Galeone và Guglielmo Cudicini, người con trai Fabio và cháu trai Carlo đều tiếp tục trở thành cầu thủ chuyên nghiệp.
Các huấn luyện viên trước đây bao gồm Pietro Pasinati.